# Peter Weir
Peter Lindsay Weir (Sydney, 21 agosto 1944) è un regista, sceneggiatore e produttore cinematografico australiano.
Tra i più noti registi australiani, Weir ha girato film famosi e di grande successo come Picnic ad Hanging Rock (1975), Witness - Il testimone (1985), Mosquito Coast (1986), L'attimo fuggente (1989), The Truman Show (1998) e Master & Commander - Sfida ai confini del mare (2003).
Tra i suoi numerosi riconoscimenti, tre Premi BAFTA, due AACTA Awards, un European Film Award; è stato inoltre candidato sei volte al Premio Oscar, quattro ai Golden Globes ed è entrato in concorso per la Palma d'oro al Festival di Cannes e per l'Orso d'oro a quello di Berlino. Nel 2024 ha ricevuto un Leone d'oro alla carriera ala 81ª Mostra internazionale d'arte cinematografica di Venezia.

## Biografia
Si iscrive ad arte e legge all'Università di Sydney, ma abbandona gli studi prima della laurea. Dapprima si dedica all'attività del padre, agente immobiliare, e poi intraprende un lungo viaggio attraverso l'Europa. Al suo ritorno in Australia lavora per la televisione, realizzando documentari e cortometraggi.
Weir ottiene un considerevole successo in Australia e successivamente all'estero con i film Picnic ad Hanging Rock (1975) e Gli anni spezzati (1981). A questi seguono Un anno vissuto pericolosamente (1982) e, quindi, al suo arrivo a Hollywood, Witness - Il testimone (1985) e Mosquito Coast (1986), questi ultimi con Harrison Ford come attore protagonista.
La sua carriera ha visto fino ad oggi un continuo crescendo, con la realizzazione di film che associano un significativo successo sia commerciale che di critica, basti pensare a L'attimo fuggente (1989) o The Truman Show (1998).
Nel 2004 gira Master & Commander - Sfida ai confini del mare, nel quale sperimenta per la prima volta l'uso della tecnologia digitale nella simulazione di paesaggi, persone, vascelli e animali. Weir infatti ha dichiarato che l'uso della grafica computerizzata nel cinema contemporaneo creerà quel passaggio obbligato paragonabile a quello dal muto al sonoro. Il suo ultimo impegno è stato The Way Back nel 2010, la cui prima italiana è stata il 6 luglio 2012. Si è ritirato dalla regia e dal cinema, nel 2024, dopo anni di silenzio.

## Vita privata
È sposato dal 1966 con la costumista Wendy Stites, dalla quale ha avuto due figli: Ingrid (1973) e Julian (1976).

## Filmografia

### Regista

#### Cinema
- Homesdale - mediometraggio (1971)
- Le macchine che distrussero Parigi (The Cars That Ate Paris, 1974)
- Picnic ad Hanging Rock (Il lungo pomeriggio della morte) (Picnic at Hanging Rock, 1975)
- L'ultima onda (The Last Wave, 1977)
- Gli anni spezzati (Gallipoli, 1981)
- Un anno vissuto pericolosamente (The Year of Living Dangerously, 1982)
- Witness - Il testimone (Witness, 1985)
- Mosquito Coast (The Mosquito Coast, 1986)
- L'attimo fuggente (Dead Poets Society, 1989)
- Green Card - Matrimonio di convenienza (Green Card, 1990)
- Fearless - Senza paura (Fearless, 1993)
- The Truman Show (1998)
- Master & Commander - Sfida ai confini del mare (Master and Commander: The Far Side of the World, 2003)
- The Way Back (2010)

#### Televisione
- L'uomo di stagno (The Plumber) - film TV (1980)

### Sceneggiatore
- Homesdale, regia di Peter Weir (1971)
- Le macchine che distrussero Parigi (The Cars That Ate Paris), regia di Peter Weir (1974)
- L'ultima onda (The Last Wave), regia di Peter Weir (1977)
- L'uomo di stagno (The Plumber), regia di Peter Weir - film TV (1980)
- Un anno vissuto pericolosamente (The Year of Living Dangerously), regia di Peter Weir (1982)
- Green Card - Matrimonio di convenienza (Green Card), regia di Peter Weir (1990)
- Master & Commander - Sfida ai confini del mare (Master and Commander: The Far Side of the World), regia di Peter Weir (2003)
- The Way Back, regia di Peter Weir (2010)

### Produttore
- Green Card - Matrimonio di convenienza (Green Card), regia di Peter Weir (1990)
- Master & Commander - Sfida ai confini del mare (Master and Commander: The Far Side of the World), regia di Peter Weir (2003)
- The Way Back, regia di Peter Weir (2010)

## Riconoscimenti (parziale)
- Premio Oscar
  - 1986 - Candidatura al miglior regista per Witness - Il testimone
  - 1990 - Candidatura al miglior regista per L'attimo fuggente
  - 1991 - Candidatura alla migliore sceneggiatura originale per Green Card - Matrimonio di convenienza
  - 1999 - Candidatura al miglior regista per The Truman Show
  - 2004 - Candidatura al miglior film per Master & Commander - Sfida ai confini del mare
  - 2004 - Candidatura al miglior regista per Master & Commander - Sfida ai confini del mare
  - 2023 - Oscar onorario
- Golden Globe
  - 1986 - Candidatura al miglior regista per Witness - Il testimone
  - 1990 - Candidatura al miglior regista per L'attimo fuggente
  - 1999 - Candidatura al miglior regista per The Truman Show
  - 2004 - Candidatura al miglior regista per Master & Commander - Sfida ai confini del mare
- Mostra internazionale d'arte cinematografica di Venezia
  - 2024 - Leone d'oro alla carriera[1]
- Premio BAFTA
  - 1990 - Candidatura al miglior regista per L'attimo fuggente
  - 1992 - Candidatura alla migliore sceneggiatura originale per Green Card - Matrimonio di convenienza
  - 1999 - Miglior regista per The Truman Show
  - 2004 - Miglior regista per Master & Commander - Sfida ai confini del mare